# 칼레톤사슴쥐
칼레톤사슴쥐(Peromyscus carletoni)는 비단털쥐과에 속하는 설치류의 일종이다. 멕시코 나야리트주의 토착종이다. 꼬리 길이 93mm를 포함하여 전체 몸길이는 175mm이고, 뒷다리 길이는 20m, 귀 길이는 19mm이다. 자연 서식지는 해발 2000m 이상의 중습성 소나무와 참나무 숲이다. 학명과 일반명은 미국 동물학자 칼레톤(Michael Dean Carleton)의 이름에서 유래했다.